# منديلو
منديلو هي المدينة الثانية في الرأس الأخضر بعد العاصمة برايا.

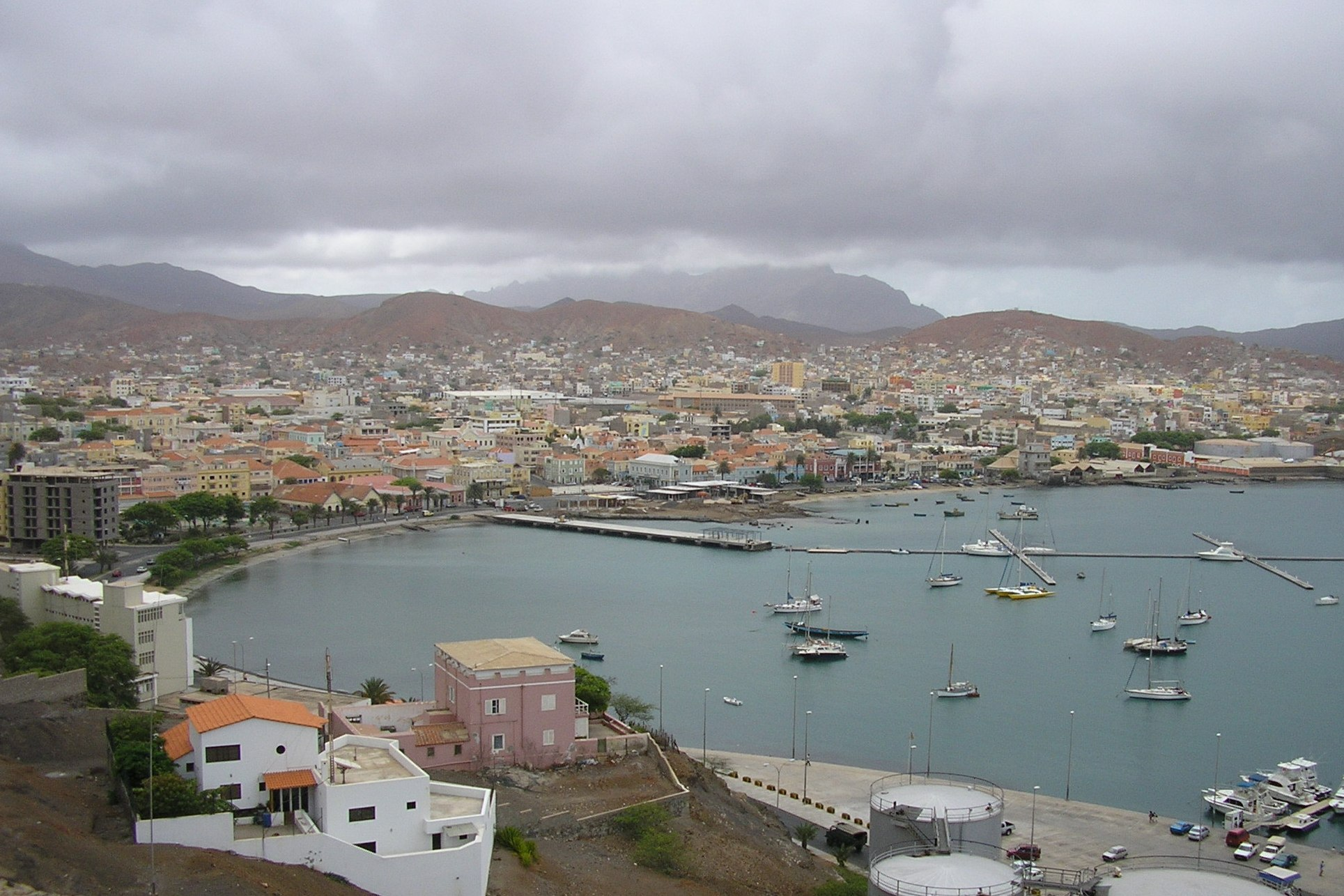

## التاريخ
تأسست في مينديلو في عام 1795 من قبل البرتغاليين. وأصبحت وديعة الفحم لسفن شركة الهند الشرقية البريطانية في عام 1838، تليها شركة البريد الملكي حزمة البخار في عام 1850. نمت المدينة إلى 1400 نسمة في 1850s. في عام 1884 تم وضع كابل الاتصالات الغواصة بين أوروبا وأفريقيا والهند وأمريكا الشمالية، مما يجعل منديلو مركزا هاما للاتصالات للإمبراطورية البريطانية.
التحول من الفحم إلى النفط كوقود للسفن بعد عام 1900 تسبب في تراجع مينديلو. وقد ضربت البطالة والفقر الجزيرة، بل ازدادت سوءا بسبب المجاعات والأزمة الاقتصادية في الثلاثينيات. هاجر العديد من السكان. ومع الاستقلال، اكتسبت المدينة مكانة بارزة وشهدت نموا مطردا.
كان مينديلو العاصمة الثقافية للعالم الناطق بالبرتغالية من نوفمبر 2002 حتى نوفمبر 2003. ويعتبر مينديلو أيضا العاصمة الثقافية للرأس الأخضر.